# 雅爾江阿
雅爾江阿（1677年—1732年），滿洲愛新覺羅氏。鄭獻親王濟爾哈朗之曾孫、簡純親王濟度之孫、簡修親王雅布長子。第六代鄭親王（1703年－1726年）。
康熙三十六年（1697年），雅爾江阿被封為鄭親王世子。康熙四十一年（1702年），在父親雅布逝世後，雅爾江阿承襲簡親王爵位。雍正四年（1726年），世宗下詔斥責雅爾江阿耽飲廢事，奪去其爵位。由雅布第十四子神保住承襲簡親王爵位。雍正十年十月二十九日卒，年五十六岁。

## 亲属

### 妻妾
- 嫡妻瓜尔佳氏，侍郎萨弼汉之女
- 妾西林觉罗氏，佐领蔡福之女
- 妾伊尔根觉罗氏，三宝之女
- 妾金氏，夏图之女
- 妾吴氏，黄久之女
- 妾金氏，赫滋之女
- 妾佟氏，赛尔古德之女
- 妾崔氏，达格色之女
- 妾崔氏，德福之女

### 子嗣（9子）
- 长子德隆（1694-1706），康熙三十三年甲戌九月初八日子时生，母嫡妻瓜尔佳氏，侍郎萨弼汉之女；四十五年丙戌八月二十三日巳时卒，年十三岁。
- 次子阿尔塔（1698-1706），康熙三十七年戊寅四月十四日丑时生，母妾伊尔根觉罗氏，三宝之女；四十五年丙戌八月二十三日巳时卒，年九岁。
- 三子三等侍卫永谦（1698-1757），康熙三十七年戊寅七月二十四日卯时生，母嫡妻瓜尔佳氏，侍郎萨弼汉之女，与第一子同母；雍正三年十月，封奉恩镇国公；四年二月，缘事革去镇国公；三月，授蓝翎侍卫；乾隆二年十二月，授三等侍卫；二十二年丁丑十二月二十二日亥时卒，年六十岁；嫡妻那木都鲁氏，侍郎德成额之女，妾刘氏，广东之女，妾王氏，管领吴雅图之女，妾马氏，九十之女，妾赵氏，卓林之女，妾李氏，李九桂之女，妾仓氏，仓希贤之女；六子：长子义彬，次子义舒，三子义普，四子义陈，五子都星阿，六子禧唐阿。
- 四子扎穆巴（1670-1705），康熙三十九年庚寅九月二十四日辰时生，母妾伊尔根觉罗氏，三宝之女，与第二子同母；四十四年乙酉正月十八日辰时卒，年六岁。
- 五子二等侍卫、镇国将军永焕（1703-1745），康熙四十二年癸未七月初七日寅时生，母嫡妻瓜尔佳氏，侍郎萨弼汉之女，与第三子同母；雍正三年十月封一等镇国将军；八年二月，授三等侍卫；乾隆十年己丑六月初三日未时卒，年四十三岁；嫡妻纳喇氏，护军参领双全之女，妾于氏，于马七之女，妾刘氏，刘三格之女，妾瓜尔佳氏，伦图之女，妾李氏，李登之女；七子：长子义勤，次子辅国将军义启，三子义奎，四子义恭，五子义锦，六子义明泰，七子义赞。
- 六子护军参领、辅国将军永叙（1704-1747），康熙四十三年甲申六月初三日午时生，母妾伊尔根觉罗氏，三宝之女，与第四子同母；雍正三年十月，封三等辅国将军；八年二月，授三等侍卫；乾隆五年六月，授护军参领；十二年丁卯七月二十日午时卒，年四十四岁；嫡妻纳喇氏，副都统谭巴之女，继妻瓜尔佳氏，同安之女，妾邵氏，邵林之女，妾陈氏，二黑之女，妾石氏，石柱之女；五子：长子义诏，次子义明，三子义伦，四子告退护军参领、奉国将军义常，五子义福。
- 七子永卓（1720-1723），康熙五十九年庚子九月十八日未时生，母妾西林觉罗氏，佐领蔡福之女；雍正元年癸卯八月二十五日午时卒，年四岁。
- 八子五品官永翰（1722-1781），康熙六十一年壬寅十二月二十五日丑时生，母妾西林觉罗氏，佐领蔡福之女，与第七子同母；乾隆元年正月，恩诏授为五品官；四十六年辛丑五月二十日申时卒，年六十岁；嫡妻佟佳氏，副都统乌尔库之女，继妻西林觉罗氏，参领爱福之女，妾徐氏，马尔图之女，妾王氏，王保之女；四子：长子义多，次子义绪，三子义源，四子义平。
- 九子永举（1725-1727），雍正六年戊申十一月十一日寅时生，母妾金氏，赫滋之女；八年庚戌二月二十一日卯时卒，年三岁。